# Eridolius rubricoxa
Eridolius rubricoxa är en stekelart som beskrevs av Dmitriy R. Kasparyan 1990. Eridolius rubricoxa ingår i släktet Eridolius och familjen brokparasitsteklar. Arten är reproducerande i Sverige. Inga underarter finns listade i Catalogue of Life.